# قادرية يازدانباراست
قادرية يازدانبارست (بالفارسية: قدریه ی یدان‌پرست) سياسية أفغانية ومفوض في اللجنة الأفغانية المستقلة لحقوق الإنسان قبل أن تبدأ العمل في اللجنة المستقلة لحقوق الإنسان في أفغانستان، استقالت من موقعها القيادي في الجماعة الإسلامية في أفغانستان (الجمعية الإسلامية لأفغانستان) من أجل الوفاء بشرط أن يكون المفوض غير سياسي. بدأت حياتها المهنية خلال الحرب السوفيتية الأفغانية. درست الفقه والعلوم السياسية في جامعة كابول.

## الحياة السياسية والاجتماعية
بعد سقوط النظام الشيوعي قام الرئيس برهان الدين رباني بتعيينها مديرة الجمعية النسائية الأفغانية العليا التي سبقت وزارة شؤون المرأة الأفغانية. خلال الحرب ضد طالبان، هربت إلى الجزء الشمالي من البلاد، الذي كانت تسيطر عليه الجبهة الإسلامية، المعروف أيضا باسم «التحالف الشمالي». وهناك تمكنت من الحفاظ على وظيفتها وواصلت عملها وكانت رئيسة كلية الحقوق في مزار الشريف. قامت بتنظيم مؤتمر دولي حول حقوق المرأة في أفغانستان. أثناء وجودها في مزار الشريف، نظمت أيضًا مجموعات تعليمية سرية مختلفة للنساء تحت سيطرة طالبان.
بعد سقوط مزار الشريف، طلبت اللجوء إلى هولندا، حيث استقرت هُنالك.
وبعد سقوط نظام طالبان في عام 2001 وبناء على طلب الرئيس السابق لأفغانستان برهان الدين رباني عادة إلى أفغانستان وتمكنت من الحصول على مقعد في الجمعية الوطنية لأفغانستان حيث تم انتخابها كرئيسة للجنة حقوق الإنسان. أصبحت شخصية معروفة في السياسة الأفغانية، ولها علاقات مع مجموعات سياسية مختلفة. عرفت خلال فترة وجودها في البرلمان بأنها جسر بين مختلف المنافسين السياسيين.  وقدمت العديد من المقترحات القانونية. كان قانون «القضاء على العنف ضد المرأة» من مبادرتها. 

## اى مناصب السابقة
- رئيسة الرابطة النسائية الأفغانية العليا.
- المستشار القانوني لنائب الرئيس السابق
- مستشار رئاسي عضو في البرلمان الأفغاني.
- أستاذ القانون في جامعة كابول.

## المنصب الحالي
مفوّضة في اللجنة الأفغانية المستقلة لحقوق الإنسان. وهي مسؤولة عن حقوق المرأة في اللجنة.

## روابط خارجية
- Official website of Qadriya Yazdanparast نسخة محفوظة 3 مايو 2018 على موقع واي باك مشين.